# ダンカン・ワッツ
ダンカン・ワッツ (Duncan J. Watts)は、アメリカ合衆国の社会学者。「スモール・ワールド現象」などソーシャルネットワークの研究で知られる。

## 略歴
ニューサウスウェールズ大学の物理学科を卒業後、コーネル大学で物理学博士号を取得。物理学から社会学に転じ、コロンビア大学教授、ヤフー･リサーチ主任研究員を経て、2012年、マイクロソフトリサーチに就職、主任研究員となる。コーネル大学教授に勤務。
2020年現在、ペンシルバニア大学教授。
この間、1998年に、スティーヴン・ストロガッツと共に、スモール・ワールド現象をネイチャー誌に発表し、注目される。（現在？）サンタフェ研究所にも籍を置いている。

## 主な著書
- Small Worlds: The Dynamics of Networks between Order and Randomness, 1999. （邦訳『スモールワールド――ネットワークの構造とダイナミクス』、東京電機大学出版局、2006年)
- Six Degrees: The Science Of A Connected Age, 2003. （邦訳『スモールワールド・ネットワーク――世界を知るための新科学的思考法』、阪急コミュニケーションズ、2004年)
- Everything Is Obvious*: *Once You Know the Answer, 2011. （邦訳『偶然の科学』、早川書房、2012年)